# Fatmata Fofanah
Fatmata Margaret Fofanah (Freetown, 10 giugno 1985) è un'ex ostacolista guineana naturalizzata bahreinita, campionessa africana nei 100 metri ostacoli ad Addis Abeba 2008.

## Biografia
È nata in Sierra Leone durante la guerra civile. È cresciuta in Guinea e negli Stati Uniti d'America, dove ha gareggiato per i Georgia Tech Yellow Jackets del Georgia Institute of Technology di Atlanta.
Ha rappresentato la Guinea ai Giochi olimpici di Pechino 2008, dove è stata eliminata in batteria senza riuscire a portare a termine la gara. In questa occasione, oltre ad essere stata portabandiera della delegazione nazionale nel corso della cerimonia d'apertura, ha partecipato alla manifestazione insieme a suo fratello maggiore, Nabie Fofanah, anch'egli velocista.

## Record nazionali

### Seniores
- 60 metri ostacoli indoor: 8"04 ( Lexington, 11 gennaio 2008)
- 100 metri ostacoli: 12"96 (+1,8 m/s) ( Sacramento, 8 giugno 2007)

## Palmarès
| Anno                           | Manifestazione      | Sede        | Evento   | Risultato | Prestazione | Note             |
| ------------------------------ | ------------------- | ----------- | -------- | --------- | ----------- | ---------------- |
| In rappresentanza della Guinea |                     |             |          |           |             |                  |
| 2005                           | Mondiali            | Helsinki    | 100 m hs | Batteria  | dns         |                  |
| 2007                           | Giochi panafricani  | Algeri      | 100 m hs | Bronzo    | 13"51       |                  |
| 2008                           | Campionati africani | Addis Abeba | 100 m hs | Oro       | 13"10       | Record nazionale |
| 2008                           | Giochi olimpici     | Pechino     | 100 m hs | Batteria  | dnf         |                  |
| In rappresentanza del Bahrein  |                     |             |          |           |             |                  |
| 2009                           | Campionati arabi    | Damasco     | 100 m hs | Oro       | 13"51       |                  |
| 2009                           | Campionati arabi    | Damasco     | 4×100 m  | Bronzo    | 48"77       |                  |
| 2009                           | Campionati asiatici | Canton      | 100 m hs | 6ª        | 13"63       |                  |